# Vamos Estudar
"Vamos Estudar" (hangul: 배우자; rr: Baeuja), mais conhecida por seus títulos em inglês "Let's Study" e "Let's Learn" é uma famosa canção norte-coreana composta em 1992 por Hwang Jin-yong (황진영). A canção tornou-se uma das mais famosas no país, sendo gravada, primeiramente, pela Pochonbo Electronic Ensemble e, mais tarde, pela Banda Moranbong. Também acontece de estudantes fazerem apresentações da música, inclusive em rede nacional, na TV estatal.